# Солгутівська сільська рада
| Солгутівська сільська рада — колишній орган місцевого самоврядування у Гайворонському районі Кіровоградської області з адміністративним центром у с. Солгутове. Сільській раді підпорядковані населені пункти: - с. Солгутове |

## Склад ради
Рада складається з 14 депутатів та голови.

### Керівний склад ради
| ПІБ                       | Основні відомості                                                 | Дата обрання | Дата звільнення |
| ------------------------- | ----------------------------------------------------------------- | ------------ | --------------- |
| Мельник Сергій Васильович | Сільський голова 1979 року народження                             | 25.10.2015   |                 |
| Мельник Сергій Васильович | Сільський голова, 1979 року народження, освіта вища, безпартійний | 25.10.2015   |                 |

Примітка: таблиця складена за даними джерела

## Населення
Згідно з переписом УРСР 1989 року чисельність наявного населення сільської ради становила 2199 осіб, з яких 987 чоловіків та 1212 жінок.
За переписом населення України 2001 року в сільській раді мешкало 1477 осіб.

### Мова
Розподіл населення за рідною мовою за даними перепису 2001 року:
| Мова       | Відсоток |
| ---------- | -------- |
| українська | 96,16 %  |
| російська  | 3,58 %   |
| вірменська | 0,07 %   |
| молдовська | 0,07 %   |
| циганська  | 0,07 %   |